# Between Nothingness and Eternity
Between Nothingness and Eternity är ett musikalbum inspelat live av Mahavishnu Orchestra. Det lanserades 1973 och blev det sista albumet som släpptes med originalupplagan av gruppen, som vid lanseringen var upplöst. Inspelningen är från en konsert i New York i augusti 1973. Studioinspelningarna av de tre långa stycken som finns på den här skivan var tänkta att ges ut som gruppens tredje studioalbum, men det gavs inte ut officiellt förrän 1999 under namnet The Lost Trident Sessions.

## Låtlista
1. "Trilogy: Sunlit Path/Le Merede La Mer"
2. "Sister Andrea"
3. "Dream"

## Listplaceringar
- Billboard 200, USA: #41[1]